# Проекція (теорія множин)
В теорії множин, проекція є однією з двох подібних типів функцій чи операцій:
- Теоретико-множинна операція характеризується {\displaystyle j}th проективним відображенням, позначається {\displaystyle \mathrm {proj} _{j},} що відображає елемент {\displaystyle {\vec {x}}=(x_{1},\ \dots ,\ x_{j},\ \dots ,\ x_{k})} з декартового добутку множин{\displaystyle (X_{1}\times \cdots \times X_{j}\times \cdots \times X_{k})} у значення {\displaystyle \mathrm {proj} _{j}({\vec {x}})=x_{j}.}

- Функція, що відображає елемент {\displaystyle x} в його клас еквівалентності заданий через відношення еквівалентності {\displaystyle E,} чи, що те саме, сюр'єкція з однієї множини в іншу. Відображення елементів в класи еквівалентності є сюр'єкцією, і навпаки, сюр'єкція задає собою розбивку на класи еквівалентності, де елементи відносяться до одного класу, щоящо відображаються на один і той же самий елемент. Записується як {\displaystyle [x]} якщо {\displaystyle E} є очевидним, або {\displaystyle [x]_{E}} коли потрібно зазначити {\displaystyle E} явно.